# Tartaruga Nera (costellazione cinese)

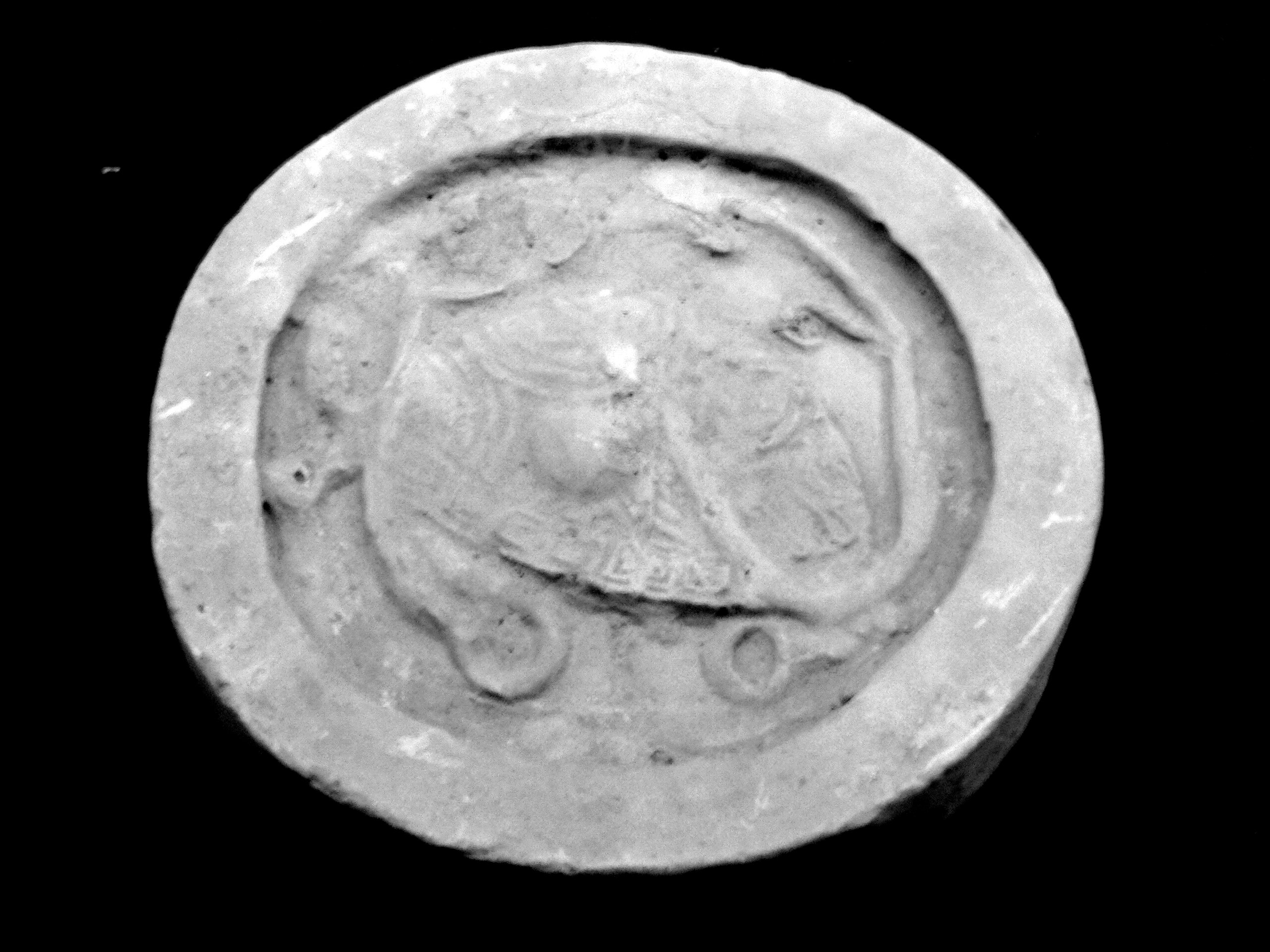
La Tartaruga Nera dipinta su una tegola cinese.

La Tartaruga Nera o Testuggine Nera (玄龜T, 玄武S, Xuán GuīP) è uno dei Quattro Simboli delle costellazioni cinesi. Malgrado il suo nome, è solitamente raffigurata come una tartaruga intrecciata insieme a un serpente. Inoltre, in Asia orientale, non prende nome da nessuno dei due animali, ma è conosciuto invece come "Guerriero Nero" in base a varie parlate locali. È conosciuto come Xuan Wu (o a volte Xuan Gui) in cinese, Hyeonmu in coreano, Genbu in giapponese e Huyền Vũ in vietnamita. Rappresenta il nord e la stagione invernale.
In Giappone, è uno dei quattro spiriti guardiani che proteggono Kyoto, precisamente a nord. È rappresentato dal Santuario di Genbu, che è situato appunto a nord del Palazzo Imperiale di Kyoto.
Il nome della creatura è identico a quello dell'importante dio taoista Xuan Wu, che talvolta (come in Il viaggio in Occidente) è ritratto in compagnia di una tartaruga e di un serpente.

## Storia

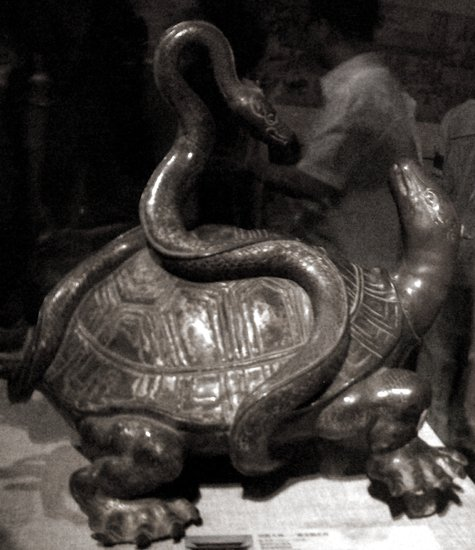
Una Tartaruga Nera di rame dall'era di Yongle della dinastia Ming (inizio del XV secolo).

Nell'antica Cina, si pensava che la tartaruga e il serpente fossero creature spirituali che simboleggiavano la longevità. L'usanza fujianese di costruire tombe a forma di tartaruga potrebbe aver avuto a che fare con il desiderio di porre la tomba sotto l'influenza della Tartaruga Nera. Durante la dinastia Han, la gente indossava spesso ciondoli di giada a forma di tartarughe. A causa dell'antica influenza cinese sul Giappone, i titoli onorifici e gli stemmi si riferivano spesso alla tartaruga o alla testuggine.
Le porte settentrionali dei palazzi cinesi prendevano spesso il nome dallo Xuanwu. Tra i casi più famosi, l'incidente della Porta di Xuanwu, dove Li Shimin uccise i suoi fratelli Jiancheng e Yuanji e prese il potere in un colpo di Stato, ebbe luogo presso la porta settentrionale del Palazzo di Taiji, nella parte nord di Chang'an.

## Leggende

### Xuan Wu

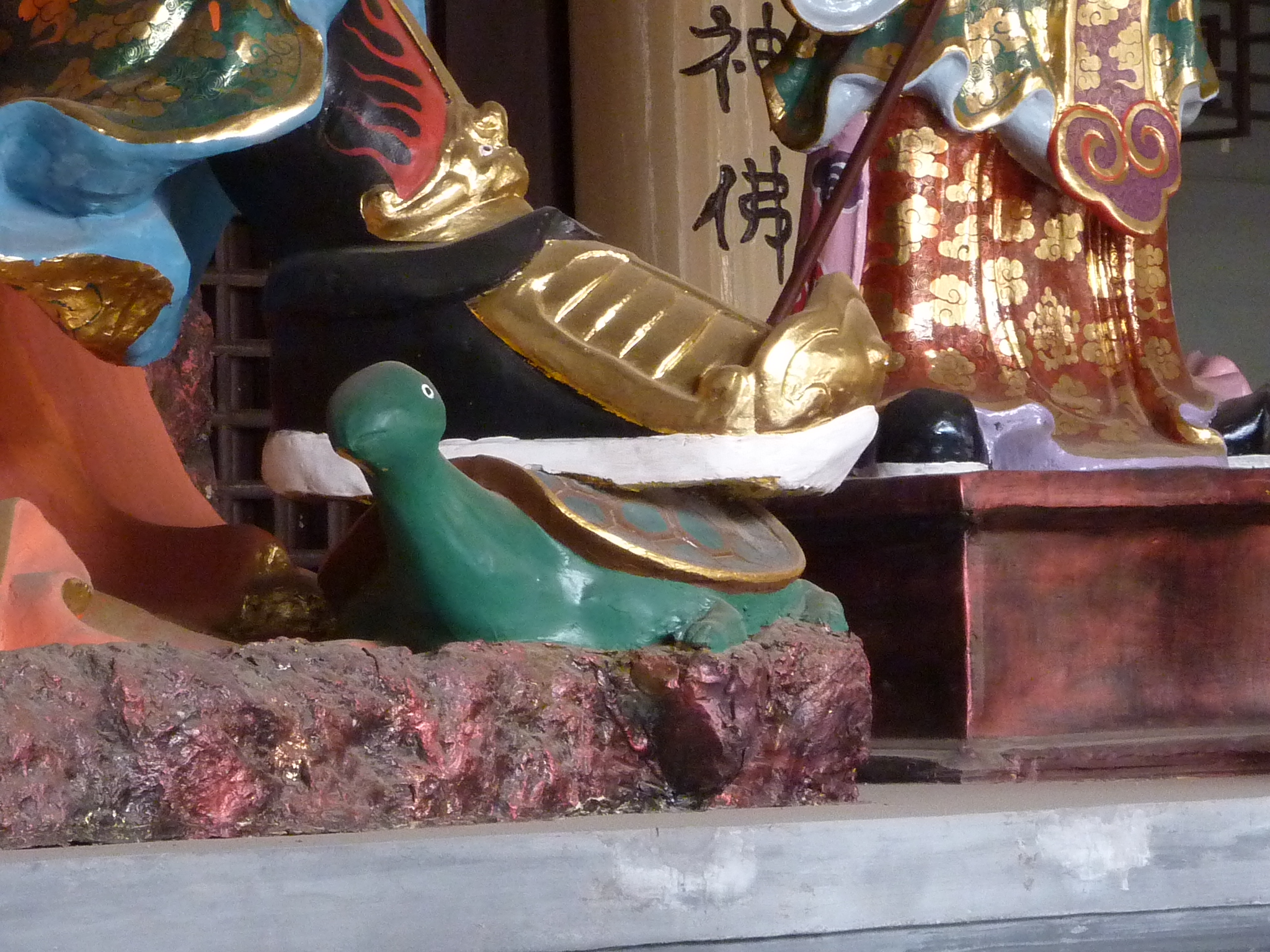
Xuan Wu sottomette la tartaruga. Palazzo di Wudang, Yangzhou.

Nel romanzo classico Il viaggio in Occidente, Xuan Wu era un re del nord che aveva due generali che prestavano servizio sotto di lui, un "Generale Tartaruga" e un "Generale Serpente". Questo dio aveva un tempio tra i Monti Wudang dell'Hubei e ci sono ora una "Montagna Tartaruga" e una "Montagna Serpente" sui lati opposti di un fiume vicino a Wuhan, la capitale di Hubei. Narra la mitologia taoista che Xuan Wu era il principe di un sovrano cinese, ma non era interessato a prender il trono, optando invece per lasciare i suoi genitori all'età di 16 anni e studiare taoismo. Secondo la leggenda, raggiunse alla fine lo stato divino e fu adorato come una divinità del cielo settentrionale.
Anche altre leggende cinesi parlano di come nacquero il "Generale Tartaruga" e il "Generale Serpente". Durante lo studio di Xuan Wu per ottenere l'illuminazione e lo stato divino, gli fu detto che, al fine di ottenere completamente la divinità, doveva purgare tutta la carne umana dal suo corpo. Poiché aveva sempre mangiato il cibo del mondo, malgrado tutti i suoi sforzi, il suo stomaco e i suoi intestini erano ancora umani. Venne allora un dio e cambiò i suoi organi con quelli divini. Una volta rimossi, si dice che lo stomaco e gli intestini originali fossero diventati rispettivamente una tartaruga e un serpente. La tartaruga e il serpente divennero demoni e terrorizzarono la gente. Ora divinizzato, Xuan Wu sentì questo e ritornò per uccidere i mostri che aveva scatenato sulla campagna. Tuttavia, poiché il serpente e la tartaruga mostravano rimorso, non li uccise, ma invece lasciò che si ammaestrassero con lui per espiare i loro peccati. Essi divennero allora i generali Tartaruga e Serpente e assistettero Xuan Wu nelle sue ricerche. (Un'altra leggenda sostiene che gli organi mortali furono espulsi diventando le montagne Tartaruga e Serpente di Wuhan.)
Secondo un'altra fonte, una volta che Xuan Wu ebbe cominciato il suo studio della Via, scoprì che doveva purgarsi di tutti i suoi peccati passati per diventare un dio. Imparò a ottenere questo risultando lavando il suo stomaco e i suoi intestini nel fiume. Lavando i suoi organi interni, i suoi peccati si dissolsero nell'acqua in una forma scura, nera. Questa poi si trasformò in una tartaruga nera e in un serpente che terrorizzarono la campagna. Quando Xuan Wu apprese ciò, ritornò per sottometterli come nella storia precedente.

## Astronomia
Come per gli altri tre simboli, ci sono sette "case" (posizioni della luna) dentro la Tartaruga Nera. I nomi e le stelle determinative sono:

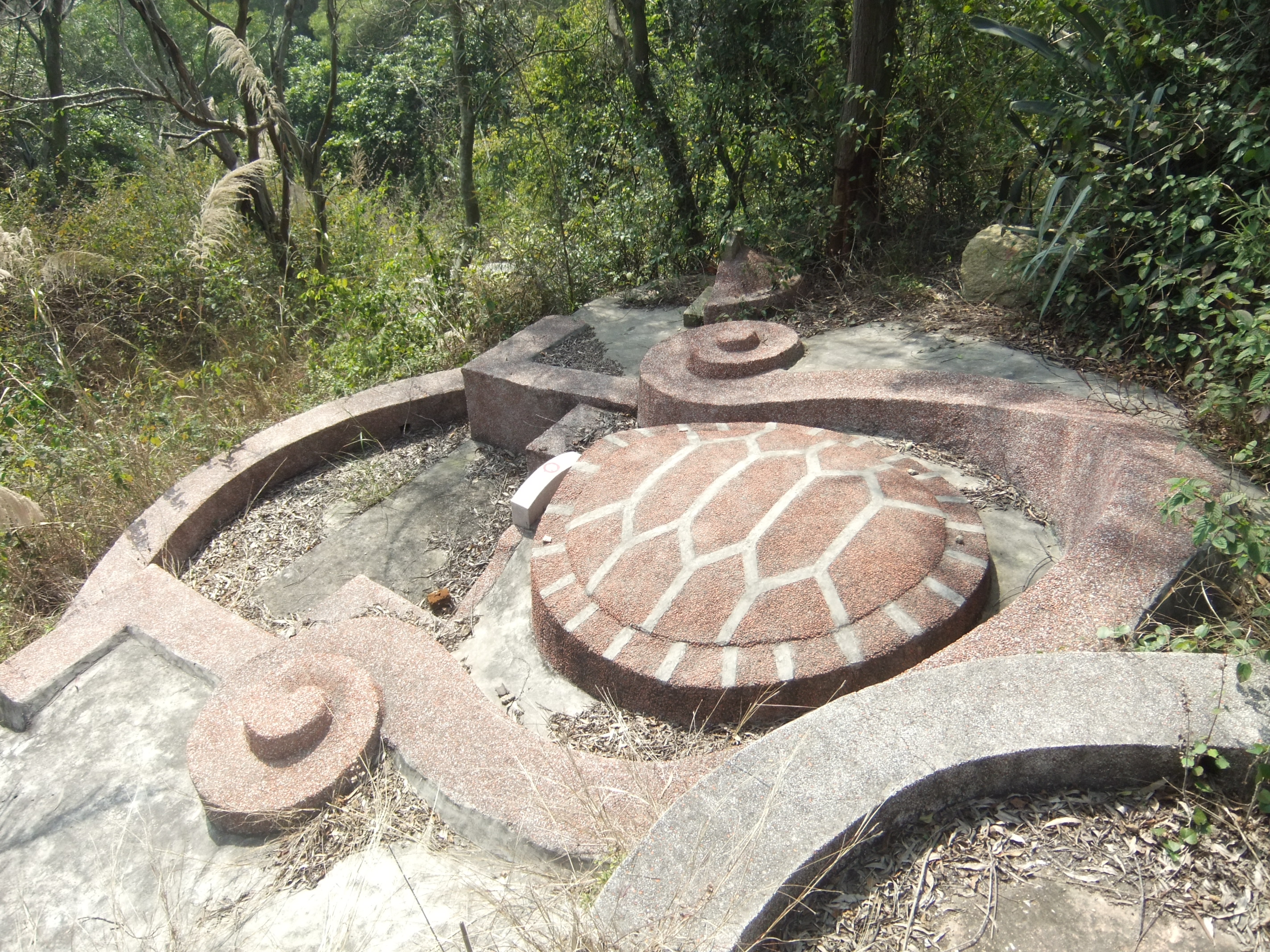
Una caratteristica "tomba a dorso di tartaruga" a Quanzhou, Fujian.

| Casa n. | Nome | Pinyin | Traduzione            | Stella determinativa |
| ------- | ---- | ------ | --------------------- | -------------------- |
| 8       | 斗   | Dǒu    | Mestolo (Meridionale) | φ Sgr                |
| 9       | 牛   | Niú    | Bue                   | β Cap                |
| 10      | 女   | Nǚ     | Ragazza               | ε Aqr                |
| 11      | 虛   | Xū     | Vuoto                 | β Aqr                |
| 12      | 危   | Wēi    | Tetto                 | α Aqr                |
| 13      | 室   | Shì    | Accampamento          | α Peg                |
| 14      | 壁   | Bì     | Muro                  | γ Peg                |